# Barciany
Pour la commune, voir Barciany (gmina).

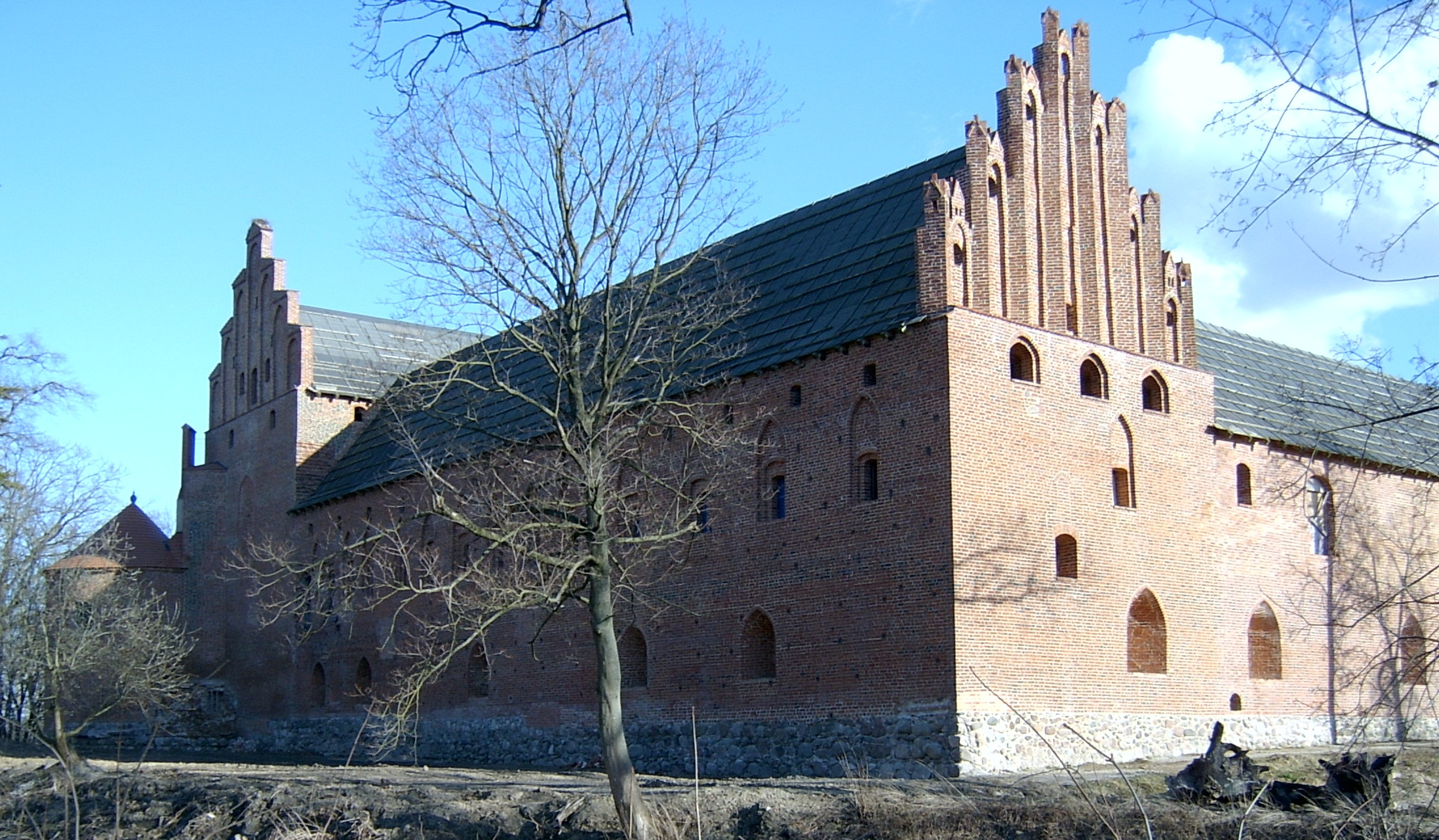
Château des chevaliers teutoniques.

Barciany (allemand : Barten, lituanien : Barčianiai) est un village du powiat de Kętrzyn, dans la voïvodie de Varmie-Mazurie au nord de la Pologne, près de la frontière russe de l'oblast de Kaliningrad. Il est le siège de la gmina de Barciany. Il se situe approximativement à 15 km au nord de Kętrzyn et à 74 km au nord-est de Olsztyn, la capitale régionale.

## Histoire
De 1818 à 1945, Barten fait partie de l'arrondissement de Rastenburg (de) dans le district de Königsberg de la province de Prusse-Orientale.